# Gmina Mbrostar
Gmina Mbrostar (alb. Komuna Mbrostar) – gmina położona w środkowo-zachodniej części Albanii. Administracyjnie należy do okręgu Fier w obwodzie Fier. W 2011 roku populacja gminy wynosiła 7460 osób w tym 3651 kobiety oraz 3809 mężczyzn, z czego Albańczycy stanowili 71,75% mieszkańców. 
W skład gminy wchodzi sześć miejscowości: Mbrostar, Verri, Vajkan, Petovë, Kallm i Madh, Kallm i Vogël.